# Xylocopa virginica
A Xylocopa virginica az Egyesült Államok és Kanada keleti részén előforduló fadongó. Nem társas faj, nem rendelkezik királynővel. A szaporodás a domináns nőstények feladata, akik emellett önellátók: maguk keresik fel a táplálékforrásokat és építenek fészket. Virágporral és nektárral táplálkoznak. Különböző fákba járatokat fúrnak és ezekben fészkelnek. Az Egyesült Államok déli részén a Xylocopa virginica szimpatrikus a Xylocopa micans fajjal.

## Jellemzése
Ez a fadongó, ahogy a hazai fajok is, méretében a poszméhekhez hasonló. Teste fémes fekete színű, enyhe bíbor árnyalattal. A hím és nőstény egyedek nagyjából azonos tömegűek, de külalakra megkülönböztethetőek egymástól a hím hosszabb teste és a nőstény szélesebb feje alapján. A hímek arcán továbbá fehér folt található. A domináns nőstények morfológiailag különböznek az alárendelt nőstényektől: a domináns nőstények mérete nagyobb.
A faj sajátos maxillája a nektárrablást segíti elő: kívülről kifúrják a virág pártacsövét és ezáltal jutnak hozzá a nektárhoz.
A faj hím egyedei territoriálisak, azonban nem szúrnak. A nőstények viszont, ha provokálják őket, használják a fullánkjukat.
Ezek a fadongók nem tekinthetőek teljesen magányos rovaroknak, de nem is valódi társas rovarok. Gyenge társas viselkedése abban nyilvánul meg, hogy egy nőstény végzi a tevékenységek java részét, miközben lánytestvéreiről gondoskodik. Ez a viselkedési forma egy köztes lépcsőfok lehet a szociális viselkedés evolúciójában.
A faj egyedei egy évig élnek  és évente egyszer szaporodnak. A párzásra tavasszal kerül sor, a petéket júliusban rakják le. Augusztusban és szeptemberben kifejlődnek a juvenil rovarok. Ezek áttelelnek és a következő tavasszal már ők szaporodnak. Az idős méhek rendszerint augusztusban pusztulnak el, nagyjából ugyanakkor, amikor a juvenilek kikelnek, így a nemzedékek jól elkülönülnek egymástól.
A fajnak fontos szerepe van számos vadon élő növényfaj beporzásában, azonban fészeképítése által károsíthat fából készült ember által alkotott tárgyakat.

## Fordítás
- Ez a szócikk részben vagy egészben  az   Eastern carpenter bee című angol Wikipédia-szócikk ezen változatának fordításán alapul.  Az eredeti cikk szerkesztőit annak laptörténete sorolja fel. Ez a jelzés csupán a megfogalmazás eredetét és a szerzői jogokat jelzi, nem szolgál a cikkben szereplő információk forrásmegjelöléseként.